# Immeuble Lohest
Ne doit pas être confondu avec Maison Lhoest.
L'immeuble Lohest ou hôtel Lohest est un hôtel particulier du XVIIIe siècle classé situé dans le centre historique de la ville de  Liège en Belgique.

## Localisation
L'immeuble est situé au no 4 de la rue Sainte-Croix en face de la collégiale Sainte-Croix et à proximité de l'hôtel Torrentius. Il est l'un des seuls immeubles de cette rue à avoir échappé à la démolition lors de l'élargissement de la rue de Bruxelles au cours des années 1970. La façade arrière et l’aile en équerre d’angle sont visibles depuis la rue de Bruxelles.

## Conception
La façade avant, symétrique, composée de trois niveaux (deux étages) et de cinq travées a été bâtie en brique pendant la seconde moitié du XVIIIe siècle. Le soubassement, les encadrements des baies et les chaînages d'angle harpés sont réalisés en pierre de taille (pierre calcaire). Sur la travée axiale, la porte d'entrée cintrée est placée au sein d'un encadrement rectangulaire en pierre calcaire lui-même surmonté d'une pierre incurvée rejoignant l'appui de la baie centrale du premier étage. Les encadrements des quatorze baies vitrées de la façade sont constitués de linteaux composés d'éléments trapézoïdaux et de piedroits à refend. La hauteur des baies est dégressive suivant le niveau. 

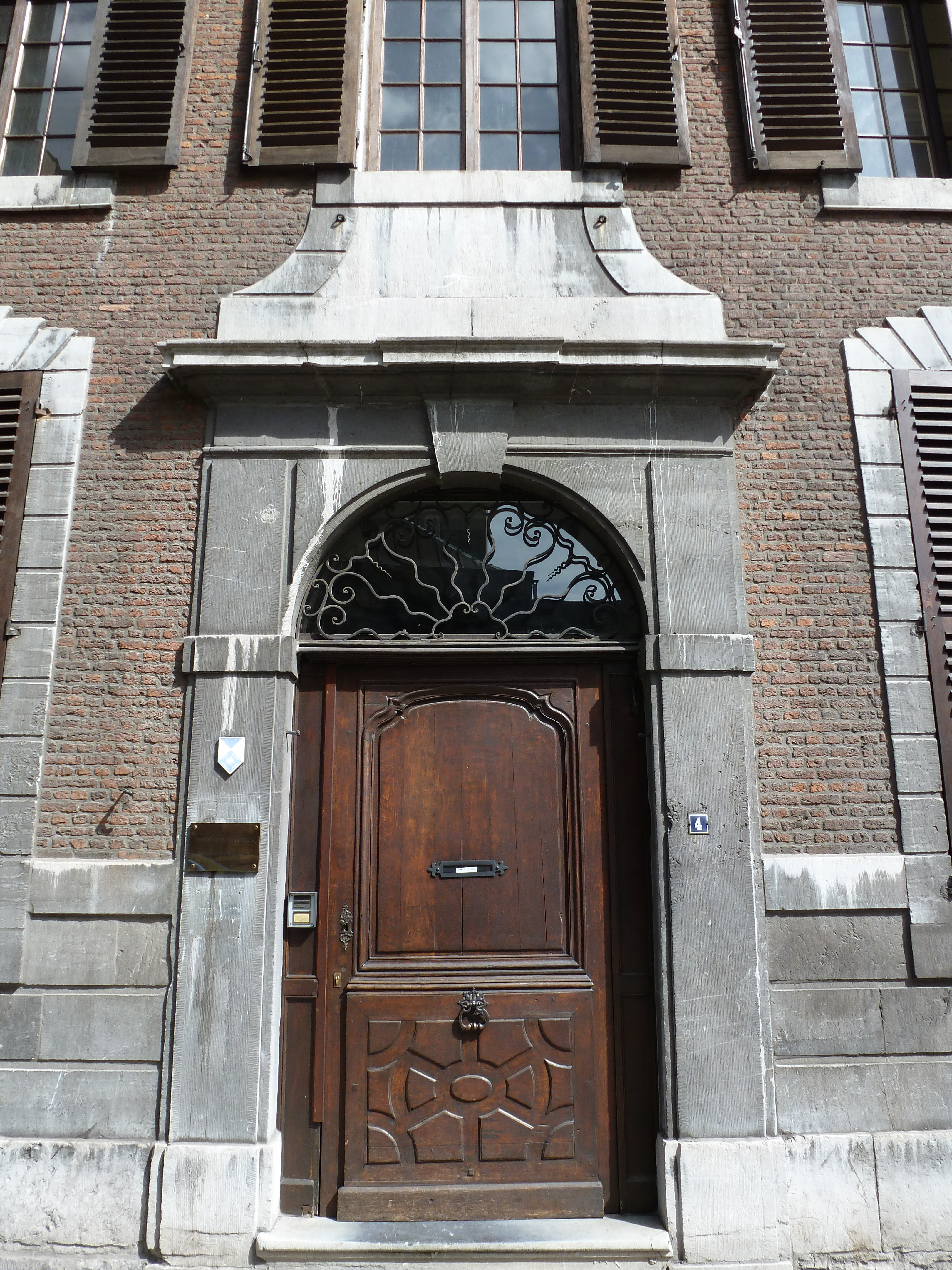
Porte d'entrée de l'immeuble Lohest

## Classement
L'immeuble Lohest est repris sur la liste du patrimoine immobilier classé de Liège depuis le 1er juin 1978.